# Tipula sackeniana
Tipula sackeniana är en tvåvingeart som beskrevs av Alexander 1918. Tipula sackeniana ingår i släktet Tipula och familjen storharkrankar. Inga underarter finns listade i Catalogue of Life.